# Герман Сушон
Герман Вільгельм Сушон (нім. Hermann Wilhelm Souchon; 2 січня 1895, Бромберг — 1982, Гоенлое) — німецький офіцер і антикомуністичний активіст, оберст Люфтваффе.

## Біографія

### Походження і початок служби
Предки Германа Сушона були французькими гугенотами, що перебралися до Німеччини через релігійні гоніння. Сушон належав до військової аристократії. Його дядько Вільгельм Сушон був адміралом військового флоту Німецької імперії.
З 1915 року Герман Сушон брав участь у Першій світовій війні. Спочатку служив в польовій артилерії, потім переведений у флот. Після капітуляції в 1918 році демобілізований.

### Фрайкор і вбивство Рози Люксембург
Герман Сушон відрізнявся вкрай правими політичними поглядами. В ході Листопадової революції він примкнув до «білого» руху фрайкора. Спочатку служив у Морській бригаді Ергардта, на початку 1919 року перейшов у фрайкор генерала Гофманна і гауптмана Пабста, створений на основі Гвардійської кавалерійської стрілецької дивізії.
15 січня 1919 року фрайкор Пабста захопив засновників Комуністичної партії Німеччини Карла Лібкнехта і Розу Люксембург. Після короткого допиту і наради офіцерів було прийнято рішення про вбивства. Розу Люксембург застрелив особисто Сушон пострілом в ліву скроню.

### Еміграція. Служба в люфтваффе
Навесні 1919 року влада Веймарської республіки почала судове переслідування учасників вбивства Лібкнехта і Люксембург (в результаті дворічний реальний термін відбував тільки Отто Рунге). Щоб уникнути арешту, Герман Сушон покинув Німеччину. Він переїхав до Фінляндії, де працював банківським службовцям.
У 1933 році нацисти амністували вбивць Лібкнехта і Люксембург. 2 роки по тому Герман Сушон повернувся до Німеччини і поступив на службу в люфтваффе. Брав участь у Другій світовій війні. Однак він дистанціювався від НСДАП і у військових злочинах не був звинувачений.

### Повоєнне життя
Після закінчення війни Герман Сушон з сім'єю проживав в ФРН. Був одним з керівників протестантської громадської організації в Штутгарті. У 1951 році, завдяки аристократичним родинними зв'язками, перебрався в Крайльсгайм. Жив в різних місцевостях Гоенлое, орендував замок. Крайльсгайм повнився чутками про присутність людини, причетної до вбивства Рози Люксембург.
У січні 1969 року, до 50-річчя вбивства Карла Лібкнехта і Рози Люксембург, телекомпанія ARD випустила документальний фільм Der Fall Liebknecht / Luxemburg, в якому Герман Сушон був названий одним з убивць. Сушон відмовлявся від контактів з журналістами і подав до суду на телекомпанію. Оскільки формально задокументованих доказів журналісти не мали, Штутгартський суд зобов'язав ARD спростувати звинувачення.
У лютому 1971 року 76-річний Герман Сушон і його 28-річна дружина Дагмар фігурували в справі неонацистської групи Генгста. У Бад-Годесбергській квартирі Сушона були виявлені три карабіни, двоствольна рушниця і пістолет. Неонацистські бойовики атакували офіс Німецької компартії і посольство СРСР, планували теракти проти СДПН. Однак до судової відповідальності Сушон притягнутий не був.
Помер Герман Сушон у віці 87 років. До кінця життя він, на відміну від Вальдемара Пабста, зберігав мовчання про події 1919 року. Знайомі Сушона характеризували його як «справжнього офіцера, сильного, жорсткого, неприступного».

## Нагороди
- Залізний хрест 2-го і 1-го класу
- Почесний хрест ветерана війни з мечами
- Медаль «За вислугу років у Вермахті» 4-го класу (4 роки)
- Застібка до Залізного хреста 2-го і 1-го класу
- Нагрудний знак зенітної артилерії люфтваффе